# 코코넛버터

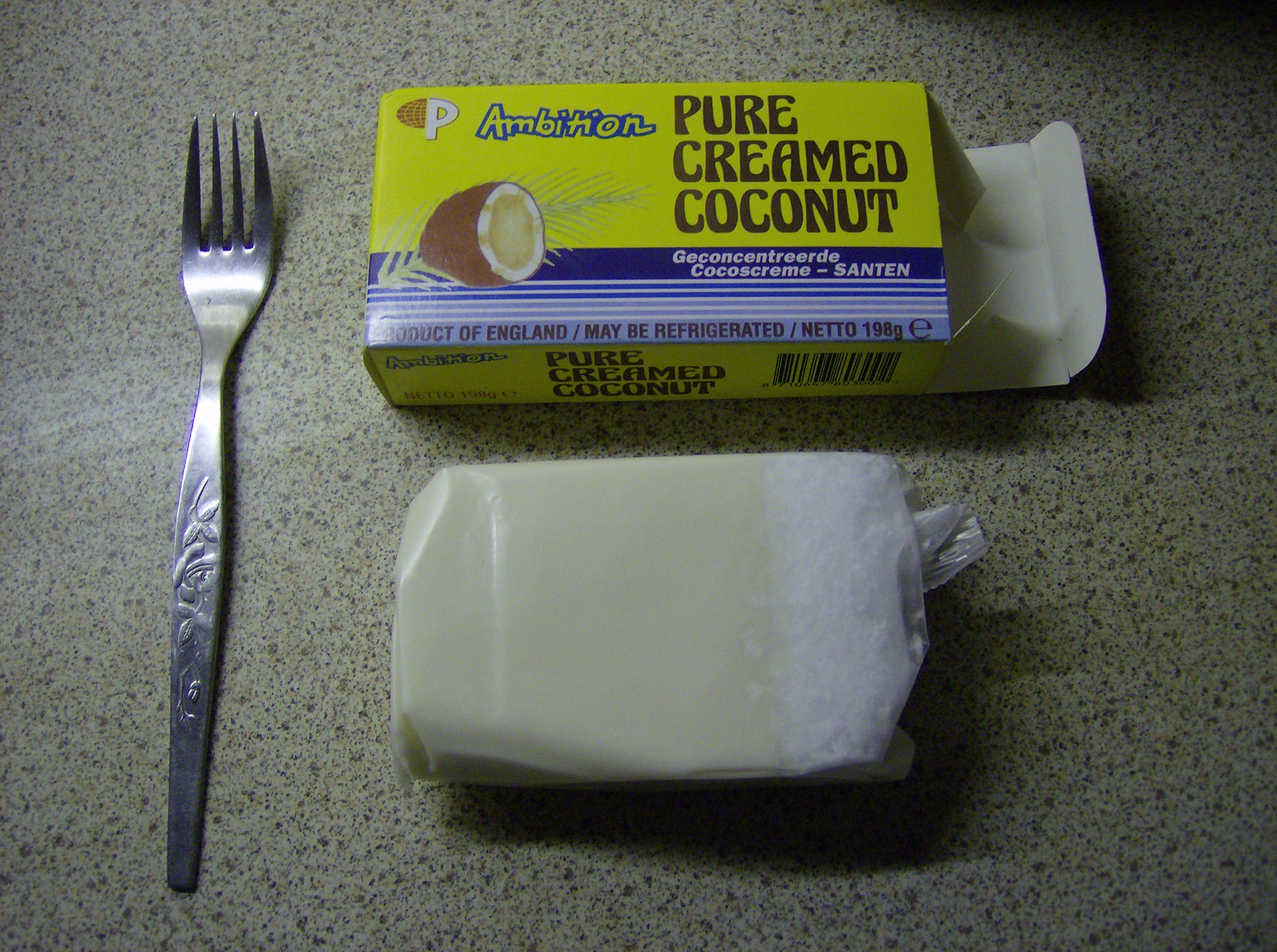
코코넛버터

코코넛버터(coconut butter)는 코코넛 과육을 갈아서 굳힌 페이스트이다. 영어권에서는 "크림화된 코코넛(영어: creamed coconut 크림드 코코넛[*])"으로도 불리는데, 코코넛크림과는 다른 제품이다.
실온에서는 흰 고체이며, 따뜻한 온도에서는 녹는다. (코코넛기름의 녹는점은 약 24°C 가량이다.) 따뜻한 물을 타서 코코넛크림이나 코코넛밀크 대용으로 쓸 수 있다. 

## 같이 보기
- 땅콩버터
- 시어버터
- 카카오버터